# Polymixis caesia
Polymixis caesia là một loài bướm đêm trong họ Noctuidae.